# Lyckå

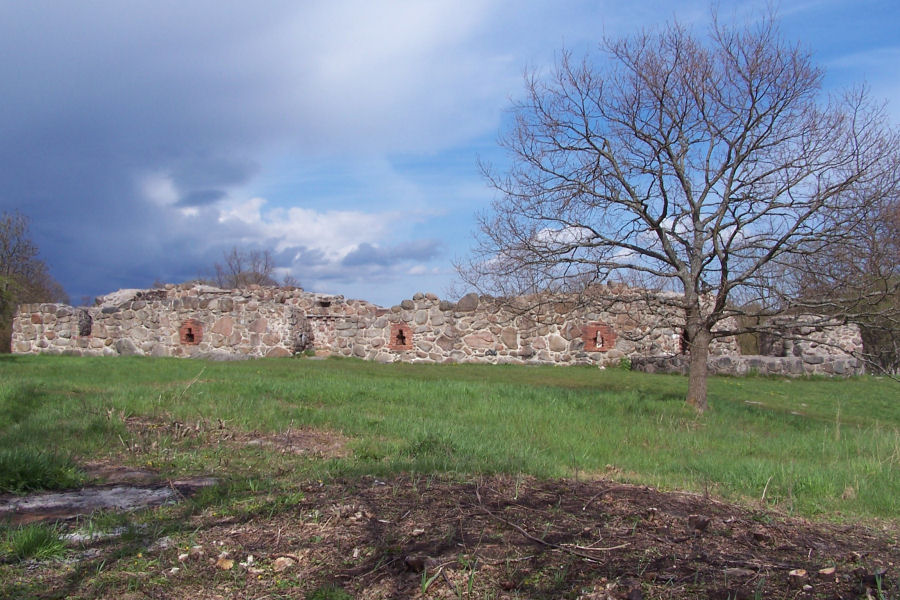
Schlossruine von Lyckå

Lyckå war eine frühere dänische Stadt in der Provinz Blekinge, die heute zu Schweden gehört. Die Stadt lag an der Mündung des Flusses Lyckebyån und wurde 1449 erstmals urkundlich erwähnt.
Der Leiter des Verwaltungsbezirkes Lyckå län, welcher aus dem östlichen Teil Blekinges bestand, hatte seinen Sitz im Schloss von Lyckå. Das Schloss ist heute verfallen, doch es lassen sich außer der Ruine noch die Spuren der Wallgräben erkennen. Im 16. Jahrhundert wurde Lyckå mehrfach bei Kämpfen zwischen Dänemark und Schweden zerstört. Zum Beispiel wurden hier 1507 und 1564 Schlachten ausgetragen. Im Jahr 1600 verlor der Ort seine Stadtrechte, da die dänische Regierung auf den Ausbau der neu angelegten Stadt Kristianopel setzte. Ein Jahr später befahl der dänische König Christian IV., dass das Schloss abgetragen werden sollte und die Steine für die Befestigung von Kristianopel verwendet werden sollten. Mit dem Frieden von Roskilde fiel Lyckå 1658 an Schweden.
An der Stelle, wo sich Lyckå befand, liegt heute der Ort Lyckeby, welcher nunmehr mit der Stadt Karlskrona zusammengewachsen ist.